# Grand Prix Niemiec 1964
Grand Prix Niemiec 1964 (oryg. Großer Preis von Deutschland) – 6. runda Mistrzostw Świata Formuły 1 w sezonie 1964, która odbyła się 2 sierpnia 1964, po raz 11. na torze Nürburgring.
26. Grand Prix Niemiec, 12. zaliczane do Mistrzostw Świata Formuły 1.

## Wyniki

### Kwalifikacje
Źródło: statsf1.com
| P                       | Nr | Kierowca                | Konstruktor(-silnik) | Opony | Czas    | Odstęp | Strata  |
| ----------------------- | -- | ----------------------- | -------------------- | ----- | ------- | ------ | ------- |
| 1                       | 7  | John Surtees            | Ferrari              | D     | 8:38,4  | –      | –       |
| 2                       | 1  | Jim Clark               | Lotus-Climax         | D     | 8:38,8  | +0,4   | +0,4    |
| 3                       | 5  | Dan Gurney              | Brabham-Climax       | D     | 8:39,3  | +0,5   | +0,9    |
| 4                       | 8  | Lorenzo Bandini         | Ferrari              | D     | 8:42,6  | +3,3   | +4,2    |
| 5                       | 3  | Graham Hill             | BRM                  | D     | 8:43,8  | +1,2   | +5,4    |
| 6                       | 6  | Jack Brabham            | Brabham-Climax       | D     | 8:46,6  | +2,8   | +8,2    |
| 7                       | 9  | Bruce McLaren           | Cooper-Climax        | D     | 8:47,1  | +0,5   | +8,7    |
| 8                       | 10 | Phil Hill               | Cooper-Climax        | D     | 8:52,7  | +5,6   | +14,3   |
| 9                       | 14 | Chris Amon              | Lotus-BRM            | D     | 8:54,0  | +1,3   | +15,6   |
| 10                      | 19 | Jo Siffert              | Brabham-BRM          | D     | 8:56,9  | +2,9   | +18,5   |
| 11                      | 4  | Richie Ginther          | BRM                  | D     | 8:57,9  | +1,0   | +19,5   |
| 12                      | 11 | Jo Bonnier              | Brabham-BRM          | D     | 9:01,3  | +3,4   | +22,9   |
| 13                      | 15 | Mike Hailwood           | Lotus-BRM            | D     | 9:01,9  | +0,6   | +23,5   |
| 14                      | 22 | Maurice Trintignant     | BRM                  | D     | 9:06,8  | +4,9   | +28,4   |
| 15                      | 16 | Bob Anderson            | Brabham-Climax       | D     | 9:07,5  | +0,7   | +29,1   |
| 16                      | 26 | Tony Maggs              | BRM                  | D     | 9:09,6  | +2,1   | +31,2   |
| 17                      | 2  | Mike Spence             | Lotus-Climax         | D     | 9:09,9  | +0,3   | +31,5   |
| 18                      | 27 | Peter Revson            | Lotus-BRM            | D     | 9:13,0  | +3,1   | +34,6   |
| 19                      | 23 | Gerhard Mitter          | Lotus-Climax         | D     | 9:14,1  | +1,1   | +35,7   |
| 20                      | 12 | Edgar Barth             | Cooper-Climax        | D     | 9:14,2  | +0,1   | +35,8   |
| 21                      | 18 | Giancarlo Baghetti      | BRM                  | D     | 9:14,6  | +0,4   | +36,2   |
| 22                      | 20 | Ronnie Bucknum          | Honda                | D     | 9:34,3  | +19,7  | +55,9   |
| Nie zakwalifikowali się |    |                         |                      |       |         |        |         |
| 23                      | 29 | Carel Godin de Beaufort | Porsche              | D     | 9:37,9  | +3,6   | +59,5   |
| 24                      | 28 | André Pilette           | Scirocco-Climax      | D     | 10:29,4 | +51,5  | +1:51,0 |
| P                       | Nr | Kierowca                | Konstruktor(-silnik) | Opony | Czas    | Odstęp | Strata  |

### Wyścig
Źródła: statsf1.com
| P                                                     | + / –     | Nr | Kierowca                | Konstruktor     | Opony | Okr. | Czas / Strata | Komentarz                               |
| ----------------------------------------------------- | --------- | -- | ----------------------- | --------------- | ----- | ---- | ------------- | --------------------------------------- |
| 1                                                     | Bez zmian | 7  | John Surtees            | Ferrari         | D     | 15   | 2:12:04,8     |                                         |
| 2                                                     | 3         | 3  | Graham Hill             | BRM             | D     | 15   | +1:15,6       |                                         |
| 3                                                     | 1         | 8  | Lorenzo Bandini         | Ferrari         | D     | 15   | +4:52,8       |                                         |
| 4                                                     | 6         | 19 | Jo Siffert              | Brabham-BRM     | D     | 15   | +5:23,1       |                                         |
| 5                                                     | 9         | 22 | Maurice Trintignant     | BRM             | D     | 14   | +1 okr.       | bateria                                 |
| 6                                                     | 10        | 26 | Tony Maggs              | BRM             | D     | 14   | +1 okr.       |                                         |
| 7                                                     | 4         | 4  | Richie Ginther          | BRM             | D     | 14   | +1 okr.       |                                         |
| 8                                                     | 9         | 2  | Mike Spence             | Lotus-Climax    | D     | 14   | +1 okr.       |                                         |
| 9                                                     | 10        | 23 | Gerhard Mitter          | Lotus-Climax    | D     | 14   | +1 okr.       |                                         |
| 10                                                    | 7         | 5  | Dan Gurney              | Brabham-Climax  | D     | 14   | +1 okr.       |                                         |
| 11                                                    | 2         | 14 | Chris Amon              | Lotus-BRM       | D     | 12   | +3 okr.       | zawieszenie                             |
| 12                                                    | 6         | 6  | Jack Brabham            | Brabham-Climax  | D     | 11   | +4 okr.       | przekładnia                             |
| 13                                                    | 9         | 20 | Ronnie Bucknum          | Honda           | D     | 11   | +4 okr.       | poślizg                                 |
| 14                                                    | 4         | 27 | Peter Revson            | Lotus-BRM       | D     | 10   | +5 okr.       | wypadek                                 |
| Niesklasyfikowani                                     |           |    |                         |                 |       |      |               |                                         |
|                                                       |           | 1  | Jim Clark               | Lotus-Climax    | D     | 7    | +8 okr.       | zawór                                   |
|                                                       |           | 9  | Bruce McLaren           | Cooper-Climax   | D     | 4    | +11 okr.      | zawór                                   |
|                                                       |           | 16 | Bob Anderson            | Brabham-Climax  | D     | 4    | +11 okr.      | zawieszenie                             |
|                                                       |           | 12 | Edgar Barth             | Cooper-Climax   | D     | 3    | +12 okr.      | sprzęgło                                |
|                                                       |           | 18 | Giancarlo Baghetti      | BRM             | D     | 2    | +13 okr.      | przepustnica                            |
|                                                       |           | 10 | Phil Hill               | Cooper-Climax   | D     | 1    | +14 okr.      | silnik                                  |
|                                                       |           | 15 | Mike Hailwood           | Lotus-BRM       | D     | 0    | +15 okr.      | silnik                                  |
|                                                       |           | 11 | Jo Bonnier              | Brabham-BRM     | D     | 0    | +15 okr.      | zapłon                                  |
| Niezakwalifikowani                                    |           |    |                         |                 |       |      |               |                                         |
|                                                       |           | 29 | Carel Godin de Beaufort | Porsche         | D     | 0    |               | śmiertelny wypadek podczas kwalifikacji |
|                                                       |           | 28 | André Pilette           | Scirocco-Climax | D     | 0    |               | nie zakwalifikował się                  |
| Nie wystartowali / niedopuszczeni do ponownego startu |           |    |                         |                 |       |      |               |                                         |
|                                                       |           | 17 | Jochen Rindt            | Brabham-Ford    | D     | 0    |               | nie przybył                             |
|                                                       |           | 21 | Richard Attwood         | BRM             | D     | 0    |               | brak sprawnego samochodu                |
|                                                       |           | 24 | Innes Ireland           | BRP-BRM         | D     | 0    |               | problemy finansowe                      |
|                                                       |           | 25 | Trevor Taylor           | BRP-BRM         | D     | 0    |               | problemy finansowe                      |
| P                                                     | + / –     | Nr | Kierowca                | Konstruktor     | Opony | Okr. | Czas / Strata | Komentarz                               |

### Najszybsze okrążenie
Źródło: statsf1.com
| Nr | Kierowca     | Konstruktor | Czas   | Okr. |
| -- | ------------ | ----------- | ------ | ---- |
| 7  | John Surtees | Ferrari     | 8:39,0 | 11   |

### Prowadzenie w wyścigu
Źródło: statsf1.com
| Nr                              | Kierowca     | Konstruktor    | Okrążenia | Suma |
| ------------------------------- | ------------ | -------------- | --------- | ---- |
| 7                               | John Surtees | Ferrari        | 2-3, 5-15 | 13   |
| 1                               | Jim Clark    | Lotus-Climax   | 1         | 1    |
| 5                               | Dan Gurney   | Brabham-Climax | 4         | 1    |
| \| Wykres \| \| ------ \| \| \| |              |                |           |      |
| Wykres                          |              |                |           |      |
|                                 |              |                |           |      |

## Klasyfikacja po wyścigu
Pierwsza szóstka otrzymywała punkty według klucza 9-6-4-3-2-1. Liczone było tylko 6 najlepszych wyścigów danego kierowcy.
Uwzględniono tylko kierowców, którzy zdobyli jakiekolwiek punkty
| P  | +/− | Kierowca            | Starty | Punkty | P1 | P2 | P3 | PP | NO | NS |
| -- | --- | ------------------- | ------ | ------ | -- | -- | -- | -- | -- | -- |
| 1  | +1  | Graham Hill         | 6      | 32     | 1  | 3  | –  | –  | 1  | –  |
| 2  | −1  | Jim Clark           | 6      | 30     | 3  | –  | –  | 3  | 2  | 2  |
| 3  | +4  | John Surtees        | 6      | 19     | 1  | 1  | 1  | 1  | 1  | 3  |
| 4  | −1  | Richie Ginther      | 6      | 11     | –  | 1  | –  | –  | –  | –  |
| 5  | −1  | Jack Brabham        | 6      | 11     | –  | –  | 2  | –  | 1  | 2  |
| 6  | −1  | Peter Arundell      | 4      | 11     | –  | –  | 2  | –  | –  | –  |
| 7  | −1  | Dan Gurney          | 6      | 10     | 1  | –  | –  | 2  | 1  | 2  |
| 8  | 0   | Bruce McLaren       | 6      | 7      | –  | 1  | –  | –  | –  | 3  |
| 9  | 0   | Lorenzo Bandini     | 6      | 6      | –  | –  | 1  | –  | –  | 2  |
| 10 | N   | Jo Siffert          | 6      | 3      | –  | –  | –  | –  | –  | 2  |
| 11 | −1  | Jo Bonnier          | 5      | 2      | –  | –  | –  | –  | –  | 3  |
| 12 | −1  | Chris Amon          | 5      | 2      | –  | –  | –  | –  | –  | 2  |
| 13 | N   | Maurice Trintignant | 4      | 2      | –  | –  | –  | –  | –  | 1  |
| 14 | −2  | Bob Anderson        | 5      | 1      | –  | –  | –  | –  | –  | 1  |
| 15 | −2  | Phil Hill           | 6      | 1      | –  | –  | –  | –  | –  | 2  |
| 16 | −2  | Mike Hailwood       | 6      | 1      | –  | –  | –  | –  | –  | 2  |
| 17 | N   | Tony Maggs          | 3      | 1      | –  | –  | –  | –  | –  | 1  |
| P  | +/− | Kierowca            | Starty | Punkty | P1 | P2 | P3 | PP | NO | NS |

### Konstruktorzy
Tylko jeden, najwyżej uplasowany kierowca danego konstruktora, zdobywał dla niego punkty. Również do klasyfikacji zaliczano 6 najlepszych wyników.
| P                 | +/− | Konstruktor     | Starty | Punkty | P1 | P2 | P3 | PP | NO | NS |
| ----------------- | --- | --------------- | ------ | ------ | -- | -- | -- | -- | -- | -- |
| 1                 | 0   | Lotus-Climax    | 13     | 34     | 3  | –  | 2  | 3  | 2  | 2  |
| 2                 | 0   | BRM             | 21     | 33     | 1  | 4  | –  | –  | 1  | 3  |
| 3                 | +1  | Ferrari         | 12     | 19     | 1  | 1  | 2  | 1  | 1  | 5  |
| 4                 | −1  | Brabham-Climax  | 17     | 17     | 1  | –  | 2  | 2  | 2  | 5  |
| 5                 | 0   | Cooper-Climax   | 14     | 10     | –  | 1  | –  | –  | –  | 6  |
| 6                 | N   | Brabham-BRM     | 10     | 3      | –  | –  | –  | –  | –  | 6  |
| 7                 | −1  | Lotus-BRM       | 15     | 3      | –  | –  | –  | –  | –  | 7  |
| Niesklasyfikowani |     |                 |        |        |    |    |    |    |    |    |
|                   |     | BRP-BRM         | 6      | 0      | –  | –  | –  | –  | –  | 3  |
|                   |     | Honda           | 1      | 0      | –  | –  | –  | –  | –  | –  |
|                   |     | Cooper-Ford     | 1      | 0      | –  | –  | –  | –  | –  | –  |
|                   |     | Scirocco-Climax | 1      | 0      | –  | –  | –  | –  | –  | 1  |
|                   |     | Porsche         | 1      | 0      | –  | –  | –  | –  | –  | 1  |
|                   |     | Brabham-Ford    | 1      | 0      | –  | –  | –  | –  | –  | 1  |
| P                 | +/− | Kierowca        | Starty | Punkty | P1 | P2 | P3 | PP | NO | NS |